# Monumento do Marco da Légua
O Monumento do Marco da Légua é um marco regulatório que demarcava a primeira légua patrimonial de Belém. É tombado pelo DPHAC por sua importância histórica.

## Localização
O Monumento do Marco da Légua encontra-se no canteiro central da avenida Almirante Barroso, próximo à avenida Dr. Freitas, no bairro do Marco, em frente ao Centro de Ciências Biológicas e de Saúde da Universidade do Estado do Pará (CCBS / Uepa), local que no passado foi um manicômio.

## História

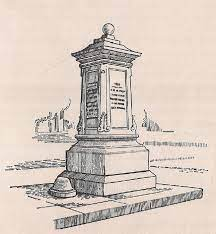
Gravura do Marco da Légua no Livro "Ruas de Belém" de Ernesto Cruz

A primeira légua patrimonial de Belém foi concedida pela corte real à Câmara Municipal de Belém no ano de 1627, século XVII. Então foi erguido um marco de madeira na Estrada Real em direção ao Utinga, no caminho que passaria a se chamar Estrada de Bragança, por causa da Ferrovia Belém – Bragança (inaugurada em 1884), depois Avenida Tito Franco e atualmente conhecida como avenida Almirante Barroso. O primeiro marco de madeira possuía uma inscrição com a palavra “Rey”, pois durante o período colonial todos deveriam fazer revência ao rei de Portugal, que na época era Felipe III.
O primeiro Marco da Légua acabou se deteriorando e se perdendo com o tempo. O monumento, como conhecemos hoje foi construído e inaugurado em 1928, em alusão ao tricentenário da carta de sesmaria de 31 de agosto de 1627, referente à posse da primeira légua patrimonial de Belém.
Uma curiosidade relacionada ao Marco da Primeira Légua é que o atual Bosque Municipal Rodrigues Alves, no ano de 1905, chamava-se Bosque Municipal do Marco da Légua.
O monumento Marco da Légua foi tombado por ato púbico em 02 de julho de 1981. Ele está inscrito no livro do Tombo de número 03, o de bens imóveis de valor histórico, arquitetônico, urbanístico, rural e paisagístico.
O monumento passou por várias reformas desde sua edificação, porém, atualmente encontra-se num estado de conservação que requer uma restauração do ser corpo maior, confeccionado em cantaria de lioz trabalhada, e as inscrições referentes a história presente nas suas quatro faces.

## Tombamento
O Monumento do Marco da Légua, em Belém, foi tombado pelo Departamento de Patrimônio Histórico Artístico e Cultural do Estado do Pará (DPHAC) por sua importância histórica, no dia 02 de julho de 1982.